# Thomas Szczeponik

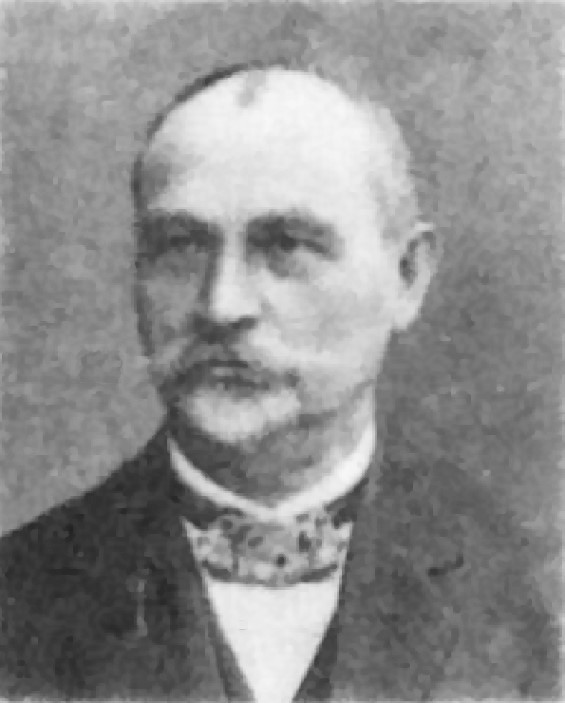
Thomas Szczeponik

Thomas Nicolaus Szczeponik (* 4. Dezember 1860 in Peiskretscham, Oberschlesien; † 30. Januar 1927 in Kattowitz) war ein deutscher Politiker der Deutschen Zentrumspartei.

## Leben und Beruf
Nach der Volksschule besuchte Szczeponik von 1874 bis 1881 zunächst die Präparandenanstalt und dann das römisch-katholische Lehrerseminar in Peiskretscham. Anschließend arbeitete er als Volksschullehrer, ab 1893 als Mittelschullehrer. 1895 wurde er Rektor in Myslowitz im Kreis Kattowitz. Später wurde er Schulrat in der Provinzialregierung Oberschlesiens. Nach der Teilung Oberschlesiens im Jahre 1922 engagierte er sich im nun polnischen Ostoberschlesien für die Belange der deutschen Minderheit, deren Sprecher er war.
Drei Jahre nach seinem Tod wurde 1929 die neu gegründete städtische Mittelschule in Hindenburg (im westlichen Teil Oberschlesiens) nach ihm benannt. Die Benennung wurde nach der Machtergreifung der Nationalsozialisten rückgängig gemacht.
Er war Träger des Gregoriusordens, von der Kurie verliehen für Verdienste um den katholischen Glauben.

## Partei
Im Deutschen Reich gehörte Szczeponik der Deutschen Zentrumspartei an. Nach der Abtrennung Oberschlesiens und Eingliederung in den polnischen Staat engagierte er sich in der Deutschen Katholischen Volkspartei.

## Abgeordneter
Szczeponik gehörte 1919/20 der Weimarer Nationalversammlung an. Im Gegensatz zur Mehrheit seiner Fraktionskollegen stimmte er am 22. Juni 1919 in der Nationalversammlung gegen die Unterzeichnung des Versailler Vertrages. Anschließend war er bis August 1922 Reichstagsabgeordneter, wo er am 31. August 1922 infolge des Erwerbs der polnischen Staatsangehörigkeit ausschied. Danach war er bis zu seinem Tode Mitglied des polnischen Senats und des schlesischen Sejm. Bis zu seinem Tode war er außerdem Stadtverordneter in Kattowitz.